# Utopia (serial telewizyjny)
Utopia – dwunastoodcinkowy brytyjski serial z gatunku political thriller, którego emisja trwała od 15 stycznia 2013 do 12 sierpnia 2014 roku na kanale Channel 4. Autorem scenariusza jest Dennis Kelly, a odtwórcami głównych postaci są Fiona O'Shaughnessy, Adeel Akhtar, Paul Higgins, Nathan Stewart-Jarrett, Alexandra Roach, Oliver Woollford oraz Neil Maskell. Autorem muzyki jest Cristobal Tapia de Veer. W Polsce emitowany od 16 stycznia 2016 roku w każdą sobotę na kanale TVP Kultura.

## Fabuła
Serial opowiada historię grupki ludzi, którzy wchodzą w posiadanie niepublikowanej wcześniej części kultowej powieści graficznej „The Utopia Experiments” („Eksperyment Utopia”), w której podobno zawarto trafne przepowiednie dotyczące największych katastrof przyszłego stulecia. Sprowadza to na nich uwagę międzynarodowej, tajnej organizacji, znanej pod nazwą „The Network” („Sieć”), której muszą unikać, by przeżyć. Bohaterowie muszą odkryć tajemnice zapisane na kartach manuskryptu, zanim opisane katastrofy staną się rzeczywistością.

## Obsada

### Główna
- Fiona O'Shaughnessy jako Jessica Hyde, kobieta, która ukrywa się przed działaniami „Sieci”, odkąd tylko pamięta. Jej ojciec był autorem komiksu „Utopia”[7].

- Alexandra Roach jako Becky, przyszła studentka studiów podyplomowych. Jej matka zmarła, gdy Becky była mała, a jej ojciec zapadł na tajemniczą chorobę. Przekonana o tym, że śmierć jej ojca powiązana jest z odnalezionym komiksem „Utopia”, pragnie odkryć prawdę[8].

- Nathan Stewart-Jarrett jako Ian Johnson, dwudziestoparoletni konsultant IT, który wciąż mieszka ze swoją matką i który zostaje wplątany w aferę z odnalezionym komiksem[9].

- Adeel Akhtar jako Wilson Wilson, geek-surwiwalista i zwolennik teorii spiskowych. Przy użyciu swoich zdolności komputerowych pomaga Ianowi i Becky odnaleźć prawdę o „Utopii”[10].

- Oliver Woollford jako Grant Leetham, jedenastolatek z problemami wychowawczymi. Podszywając się pod dwudziestoczteroletniego biznesmena na forum internetowym wchodzi w posiadanie nieopublikowanej części komiksu i zmuszony jest się ukrywać[11].

- Paul Higgins jako Michael Dugdale, urzędnik państwowy pracujący w ministerstwie zdrowia, z którym w ciążę zaszła Anya (Anna Madeley), rosyjska prostytutka. W wyniku tego jest szantażowany przez członków „Sieci” i zmuszany do wykonywania dla nich zadań[12].

- Neil Maskell oraz Paul Ready jako Arby i Lee, zabójcy pracujący dla „Sieci”, którzy poszukują Jessiki Hyde i komiksu „Utopia”.

### Postacie epizodyczne
- Alistair Petrie jako Geoff, polityk, minister zdrowia, szef Micheala, pracujący dla „Sieci”
- Stephen Rea jako Conran Letts, członek koncernu farmaceutycznego Corvadt oraz jeden z przywódców „Sieci”
- James Fox jako Asystent, pomocnik Lettsa i członek „Sieci”
- Ruth Gemmell jako Jen, żona Michaela
- Emilia Jones jako Alice Ward, uczennica, która spotyka Granta i która udziela mu schronienia
- Geraldine James jako Milner, agentka MI5, do której bohaterowie zwracają się po pomoc
- Michael Smiley jako detektyw Reynolds, zajmujący się sprawą domniemanego samobójstwa Bejana
- Mark Stobbart jako Bejan Chervo, właściciel odnalezionej kopii drugiej części „Utopii”, który inicjuje spotkanie z Ianem, Grantem, Becky i Wilsonem
- Simon McBurney jako Donaldson, naukowiec, do którego Michael Dugdale zwraca się po pomoc

## Lista odcinków

### Sezon 1
| Numer | Tytuł       | Reżyseria                         | Scenariusz   | Data emisji      | Oglądalność (w milionach) na podstawie BARB |
| ----- | ----------- | --------------------------------- | ------------ | ---------------- | ------------------------------------------- |
| 1     | "Episode 1" | Marc Munden                       | Dennis Kelly | 15 stycznia 2013 | 1.70                                        |
| 2     | "Episode 2" | Marc Munden                       | Dennis Kelly | 22 stycznia 2013 | 1.45                                        |
| 3     | "Episode 3" | Marc Munden                       | Dennis Kelly | 29 stycznia 2013 | 1.42                                        |
| 4     | "Episode 4" | Alex Garcia Lopez i Wayne Che Yip | Dennis Kelly | 5 lutego 2013    | 1.52                                        |
| 5     | "Episode 5" | Alex Garcia Lopez i Wayne Che Yip | Dennis Kelly | 12 lutego 2013   |                                             |
| 6     | "Episode 6" | Alex Garcia Lopez i Wayne Che Yip | Dennis Kelly | 19 lutego 2013   |                                             |

## Wydania
Serial został wydany na DVD i Blu-Ray 11 marca 2013 roku. Wydanie zawiera dokument o produkcji serialu, sceny usunięte oraz komentarze audio.